# Grabmal Kasimirs IV.

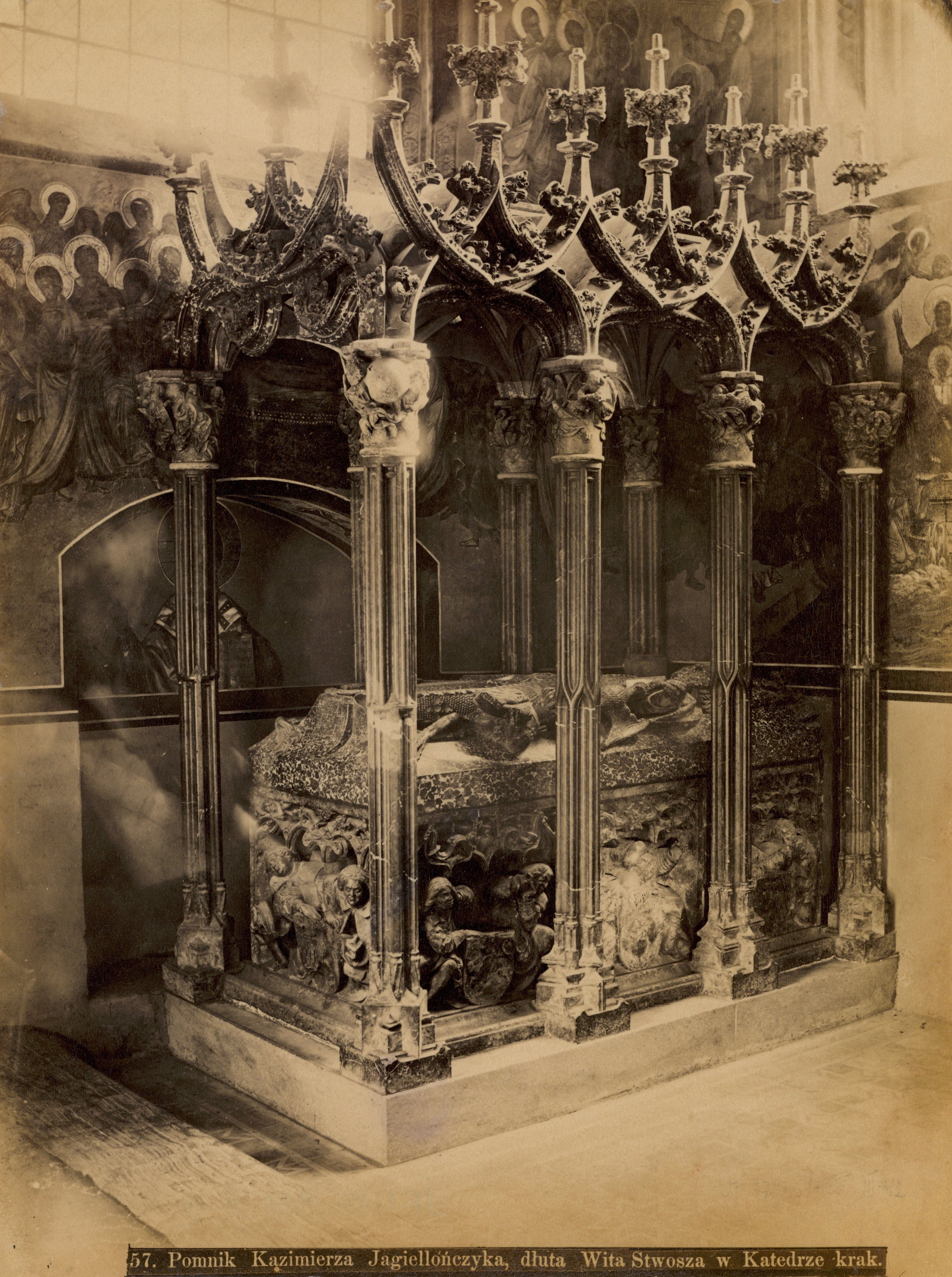
Grabmonument von König Kasimir IV. Andreas in der Wawel-Kathedrale

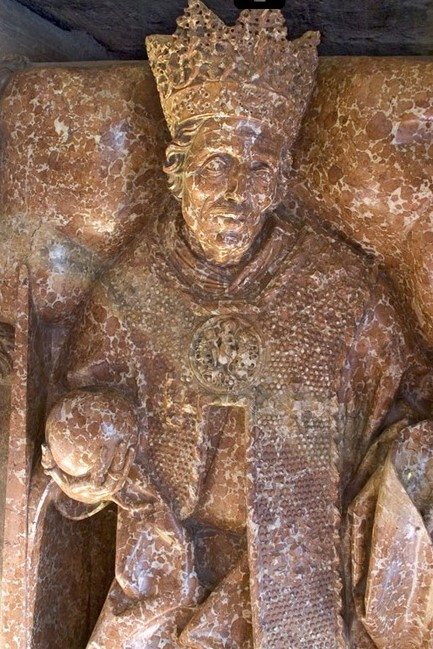
Kopf- und Brustpartie der Statue des Königs

Das Grabmal Kasimir IV. befindet sich in der Wawel-Kathedrale in Krakau.

## Geschichte
Kasimir IV. Andreas starb 1492. Wie Maciej Miechowita berichtet, stiftete Kasimirs Ehefrau Elisabeth von Habsburg das Grabmal, in dem auch sie selber 1505 ebenfalls beigesetzt wurde. Das Grabmal steht in der Heilig-Kreuz-Kapelle, die der König bereits von 1467 bis 1477 als Grabkapelle für sich und seine Ehefrau errichten ließ.
Das Grabmal wurde von 1492 bis 1496 von Veit Stoß im spätgotischen Stil geschaffen. An den Arbeiten war auch Jörg Huber beteiligt. Es ist das letzte gotische Königsgrab auf dem Wawel. Das Grabmal das Jörg Huber für den Sohn Kasimirs Johann I. 1501 schuf, trägt bereits Züge der Frührenaissance.

## Beschreibung
Das Grabmal besteht aus rotem Marmor aus dem Salzburger Land und kleinpolnischem Sandstein. Das Grab ist eine der künstlerisch wertvollsten gotischen Plastiken in Polen. An den Seiten des Sarkophags sind biblische Szenen angebracht. Der König ist realistisch als Mann mittleren Alters dargestellt. Sein Kopf ist zur Seite geneigt, in der rechten Hand hält er einen Königsapfel. Der Körper des Königs scheint in Bewegung zu sein. Er steht auf einem Löwen. Veit Stoß und Jörg Huber haben das Werk signiert. Das Grab von Kasimir IV. und Elisabeth von Habsburg wurde 1973 geöffnet. Einige der bei der Öffnung gegenwärtigen Personen verstarben kurz darauf, was in der Presse als Fluch der Jagiellonen belächelt wurde. 